# Thracia septentrionalis
Thracia septentrionalis is een tweekleppigensoort uit de familie van de Thraciidae. De wetenschappelijke naam van de soort is voor het eerst geldig gepubliceerd in 1872 door Jeffreys.